# Méliphage de Timor
Lichmera flavicans
Espèce
Statut de conservation UICN

 LC  : Préoccupation mineure
Le Méliphage de Timor (Lichmera flavicans) est une espèce de passereau de la famille des Meliphagidae.

## Répartition
Cet oiseau vit à Timor.

## Habitat
Il habite les forêts humides tropicales et subtropicales.